# مترو الساحل
قطار أحواز الساحل خط سكك حديدية كهربائي يخدم مدينتي سوسة والمهدية، ويتوقف أيضاً في محطة المنستير ، في تونس. يبلغ طول الخط حوالي 73 كم (45 ميل) وهو مزود بكهرباء علوية بجهد 25 كيلو فولت، وتردد 50 هيرتز.

## المحطات
المحطات العاملة على هذا الخط هي كما يلي باتجاه الجنوب:
- سوسة باب الجديد
- سوسة محمد الخامس
- سوسة الجنوبية
- Aig-L22
- سوسة المنطقة الصناعية
- الساحلين
- الساحلين-سبخة
- النزل
- المطار
- الكلية
- الحبيب بورقيبة
- المنستير المنطقة الصناعية
- الفرينة
- خنيس - بنبلة
- قصيبة المديوني - بنان
- بوحجر
- لمطة
- صيادة
- قصر هلال المنطقة الصناعية
- قصر هلال
- المكنين قريبع
- المكنين
- المنطقة الصناعية بالمكنين افتتح 2018
- طبلبة المنطقة الصناعية
- طبلبة
- البقالطة
- البغدادي
- المهدية المنطقة السياحية
- سيدي مسعود
- برج عريف
- الزهراء - المهدية
- المهدية

## روابط خارجية
- الموقع الرسمي